# Profenusa pygmaea
Profenusa pygmaea är en stekelart som först beskrevs av Johann Christoph Friedrich Klug 1816.  Profenusa pygmaea ingår i släktet Profenusa, och familjen bladsteklar. Arten är reproducerande i Sverige.

## Bildgalleri

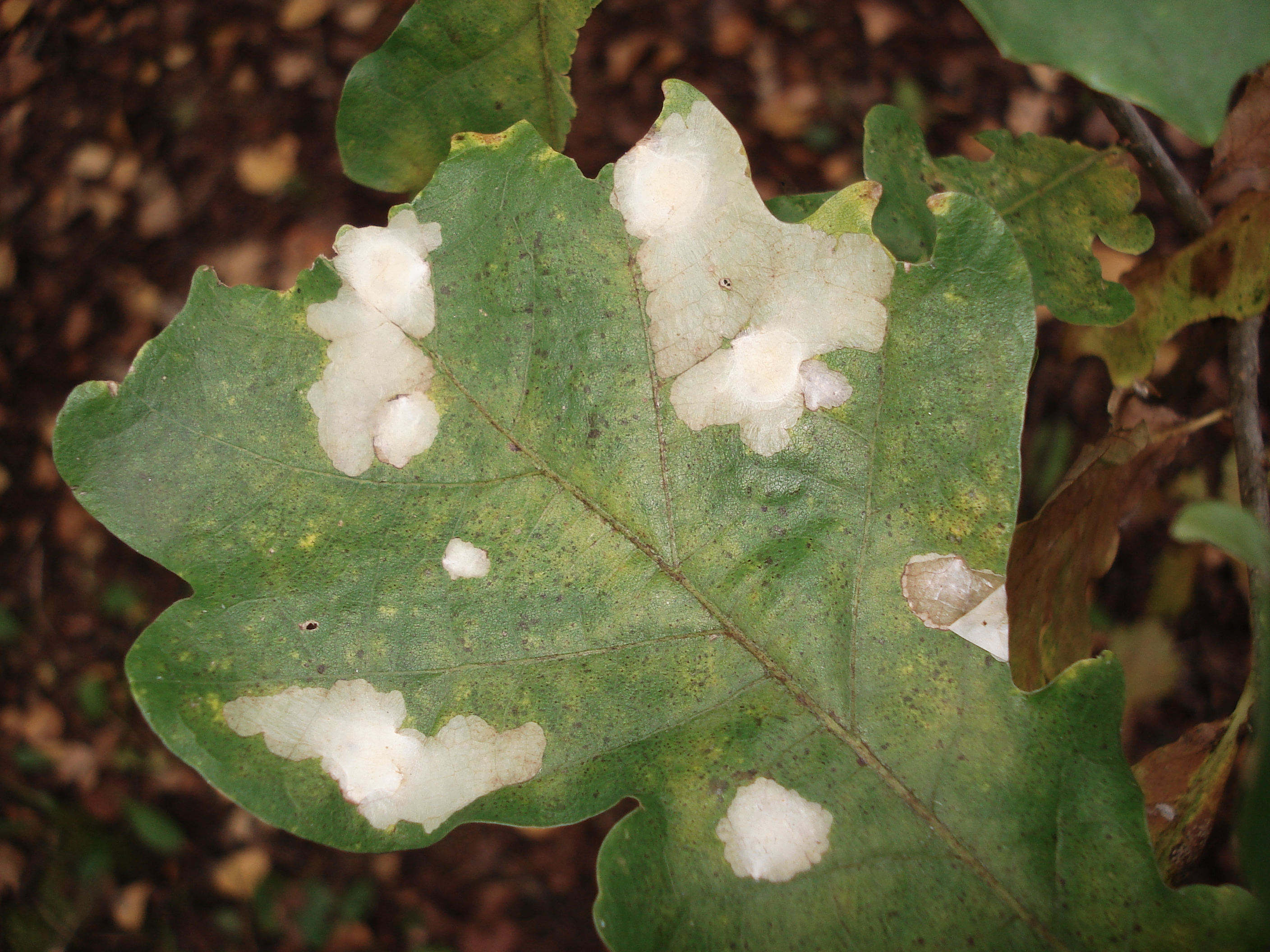